# Arzew
|  | Per a altres significats, vegeu «Arzan». |

Arzew o Arzaw (àrab: أرزيو, Arzīw; amazic: Arzyu) és un municipi d'Algèria, a la costa, a uns 35 km d'Orà, a la plana anomenada Sirat. Sota domini francès, s'anomenava Saint Leu, que correspon al barri vell o Vieil Arzeu. És capital del districte d'Arzew, a la província d'Orà.

## Història
En el període romà, portava el nom d'Arsenària (llatí Arsenaria) i també Portus Magnus. Era una ciutat important de Numídia, i després de la conversió en província romana de la Mauretania Cesariensis. Diverses restes romanes com mosaics, eines i objectes d'art es van trobar a la zona i són al museu d'Orà, i mostren la importància de la ciutat. En aquell temps exportava cereals i sal. Els vàndals la van destruir l'any 429. En parlen Plini el Vell i Claudi Ptolemeu, que l'anomena Ἀρσεναρία κολωνία (Colònia Arsenària), i surt també a l'Itinerari d'Antoní.
Al segle xi, al-Bakrí esmenta les seves ruïnes romanes i diu que estava despoblada, però indica l'existència a la muntanya veïna de tres castells o ribats. L'activitat al port la van reprendre deportats andalusins al segle xii (1162). Sota els almohades, es construïen vaixells a la ciutat i al-Idrissí remarca la seva activitat econòmica encara basada en el blat cultivat a les comarques veïnes. Sota domini dels abdalwadites, va prendre el nom de Marsa Ben Zayyan, però després va retornar a Arzaw o Arzeu, encara que generalment s'anomenava simplement al-Marsa (‘el Port’). A la zona, hi van arribar al segle xvii els amazics Beni Bethioua originaris de Bethioua, al Rif, i el seu dialecte encara es parlava a començaments del segle xx; els pobladors locals eren la tribu nòmada Hamia.
El 10 de juliol del 1833, les forces franceses procedents d'Orà la van ocupar i, en el tractat de Desmichels (26 de febrer del 1834), va quedar en mans dels francesos, que la van anomenar Arziou (Arzowe). Lluís Felip va ordenar la fundació d'Arzew Le Port el 12 d'agost del 1845, i va procurar l'establiment de colons europeus. Es va convertir en comuna francesa el 31 de desembre del 1856. A finals del 1942, va ser teatre de la batalla d'Arzew entre els aliats i les tropes lleials al govern de Vichya l'anomenada Operació Torxa. Després de la independència, va esdevenir una àrea industrial amb una refineria, a més de port pesquer.